# سايبيل هاسي
سايبيل هاسي معلمة برازيلية ومديرة مدرسة كانت رائدة في تدريس المساواة العرقية في مدارس ساو باولو الابتدائية. وهي معترف بها لمراجعة مهام إدارة المدرسة من أجل المساواة العرقية والجنسانية. صنفت بي بي سي 100 امرأة هاسي كواحدة من أكثر 100 امرأة تأثيرًا وإلهامًا في العالم في عام 2020.

## المسار المهني
بدأت هاسي حياتها المهنية في التعليم كمعلمة وترقت إلى منصب مدير مدرسة نيلسون مانديلا البلدية لتعليم الطفولة المبكرة (إيمي). في عام 2011 استعرضت مهمة إدارة المدرسة من أجل الشمول الجنساني والعرقي. بعد تقاعدها من الخدمة العامة بدأت في إلقاء محاضرات مجانية في المدارس العامة والخاصة حول تنفيذ قانون التعليم المناهض للعنصرية وإدراج التاريخ والثقافة الأفريقية والأفريقية البرازيلية في المناهج الدراسية.